# Psychoda felina
Psychoda felina és una espècie d'insecte dípter pertanyent a la família dels psicòdids que es troba a les illes Filipines.